# Яремчанська міська територіальна громада
Яремча́нська міська́  територіальна грома́да — територіальна громада в Україні, в Надвірнянському районі Івано-Франківської області. Адміністративний центр — м. Яремче.
Площа громади — 273,7 км², населення — 13 669 осіб (2020).

## Населені пункти
У складі громади 1 місто (Яремче) і 1 село (Микуличин).